# Dimitri Le Boulch
Dimitri Le Boulch (* 20. Februar 1989 in Paris) ist ein ehemaliger französischer Straßenradrennfahrer.

## Sportliche Laufbahn
Dimitri Le Boulch belegte in der Gesamtwertung des Rad-Weltcups der Junioren 2007 den dritten Platz. Bei den Weltcup-Rennen Grand Prix Général Patton gewann er die erste Etappe sowie die Gesamtwertung und beim GP Rüebliland wurde er Erster der Gesamtwertung. Bei der französischen Meisterschaft belegte er den zweiten Platz im Einzelzeitfahren der Junioren. Ab 2009 fuhr Le Boulch für das französische Continental Team Auber 93. 2014 beendete er seine Radsportlaufbahn.

## Erfolge
2012
- eine Etappe Tour de Bretagne